# Любарці
Любарці́ — село у Бориспільському районі Київської області, у складі Бориспільської міської громади. Раніше центр сільської ради, якій також підпорядковувалось с. Тарасівка. Чисельність населення на 2015 рік близько 3 тис. мешканців. Перша писемна згадка — 1622 рік.

## Географія
У селі бере початок річка Альта, права притока Трубежа.

## Символіка
На гербі с. Любарці зображено вогонь давнини, історії, мечі на ньому символізують те, що Любарці в минулому були форпостом захисту рубежів Київської держави. Корона на гербі пояснює походження назви села, за однією з легенд, на честь княгині Люби.

## Походження назви
Щодо назви села досі не існує єдиної думки. Одна з легенд говорить про те, що колись річка Альта була судноплавною. Одного разу корабель, яким пливла княгиня Люба, сів на мілину. Княгиня змушена була висадитися на невеликому острові посеред річки, де був терем. Тож і місцину було названо, як «Люба на ріці сиділа». Свідченням цього є народна назва вулиці Лесі Українки — Дворець. За іншою версією, назва села походить від назви притоки Альти — Любки. Існують також пояснення назви від імені першого поселенця (Любар), чи від оповідок про те, що знатні люди колись обирали тут собі дружин-любок.

## Історія

### Давні часи
Найдавніші археологічні пам'ятки на території Любарець датуються IV—III тис. до н. е. В урочищі Хвощувате було знайдено рештки посуду доби міді. Довкола села розташовано чимало скіфських курганів. Найбільше їх — біля північно-західної околиці. Курган «Глушевська могила» віднесено до списку об'єктів національної спадщини.
У києво-руську добу тут було засноване городище (межа Х-ХІ століть) як елемент оборонної лінії від кочового Степу. Нині рештки цього поселення можна віднайти поблизу північно-західної околиці села. Мало округлу форму, 23 метри в діаметрі, з усіх боків було оточене ровом.

### Нова доба

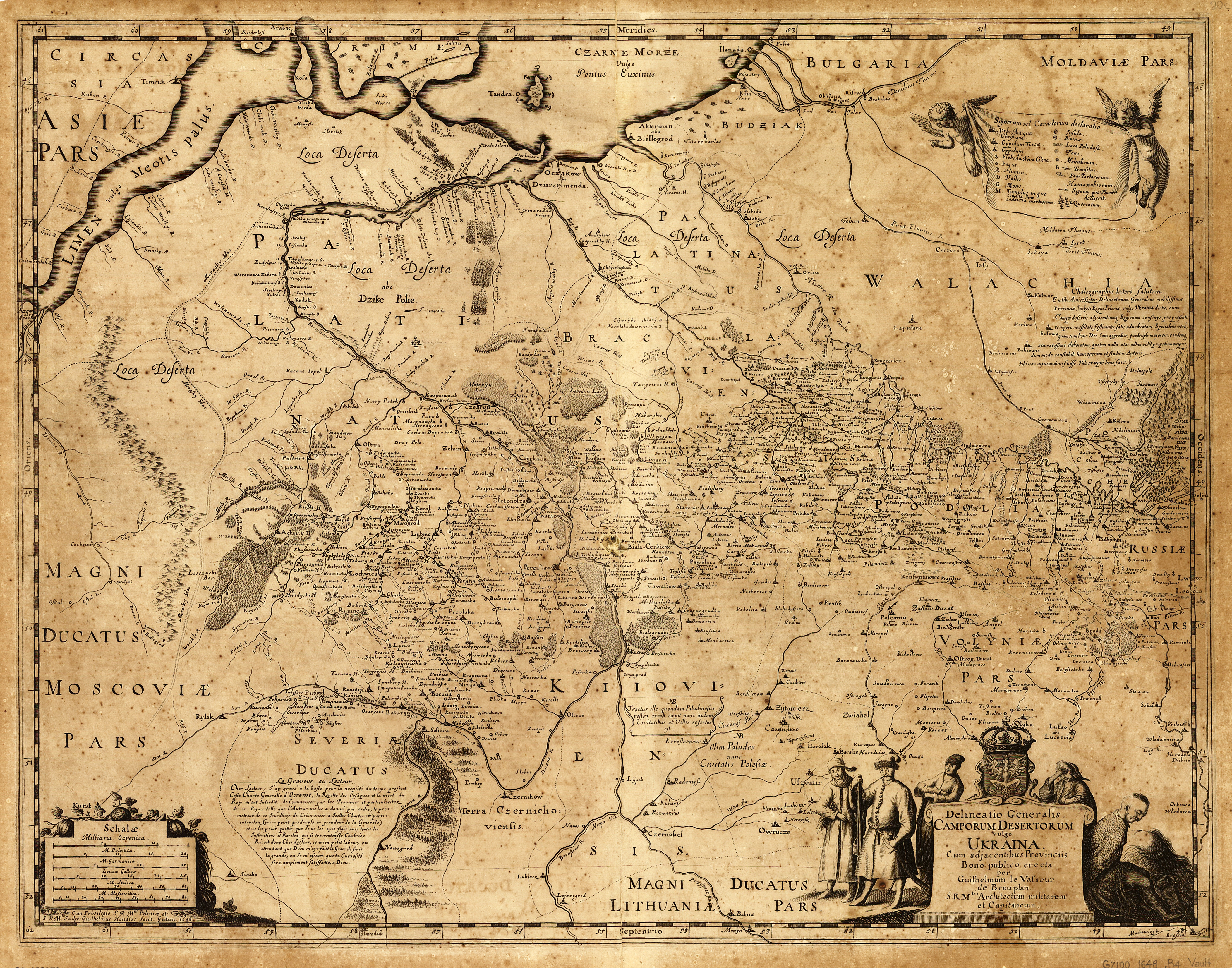
Перше відоме відображення Любарців на мапі. Загальна карта України Гійома Боплана, 1648 р.

Уперше в письмових джерелах і на нинішньому місці під назвою Любарів село згадується 1622 року.
За козаччини Любарці належали до Першої сотні Переяславського полку Війська Запорозького.
За описом Київського намісництва 1781 року село відносилось до Переяславського повіту даного намісництва і у ньому нараховувалось 300 хат виборних козаків, козаків підпомічників, посполитих та підсусідків. Також у селі жив один шляхтич, чотири різночинці, та два духівники
За книгою Київського намісництва 1787 року у Любарцях проживали 891 душа. Було у володінні різного звання «казених людей» і козаків та власників — Колезького асесора Житкова, бунчукового товариша Христофора Константиновича, полкового осавула Івана Глоби, колезького асесора Михайла Концевича. Є на мапі 1787 року.
З ліквідацією Київського намісництва село, як і увесь Переяславський повіт, перейшло до складу Полтавської губернії.
За даними 1859 р. значиться як власницьке, казенне і козацьке, розташоване на березі р. Альта, дворів 219, жителів 2545. У січні 1869 р. при Михайлівській церкві відкрита благочинна бібліотека, якою завідував священик Лев Кепа—Овдієнко. Бібліотека мала журнали, книги переважно релігійного змісту. У XVIII ст. збудована дерев'яна церква. 1863 р. вона мала 60 десятин землі, 183 крб. прибутку.
До революції 1917 р. в селі господарювали пани Лихотинські, які мали 250 десятин землі. Революційну роботу в селі проводив А. М. Гопкало, котрий навчався в Київському ун-ті св. Володимира. Через нього та інших товаришів з Києва до села потрапляли листівки із закликом скинути панське ярмо. Їх розповсюджували місцеві жителі Дикий та Осляка. Функції шпигуна виконував сільський священик, який доносив усе в поліцію. За його сигналом було арештовано А. М. Гопкала і відправлено в Сибір. За кошти земства в селі була збудована земська школа, а держава спорудила церковно—приходську школу. Три вчителі навчали 60 учнів. За переказами старожилів, на початку ХХ століття тут проживало вже 9 тисяч мешканців. Проте документи перепису 1926 року називають іншу цифру — 5363 жителі.

### Міжвоєнний період
1917 р. А. М. Гопкало повернувся із заслання. За його ініціативою та підтримці Матвія Омельяновича Прасола, Михайла Заболотного, Евгена Коваленка відкрито хату—читальню, організовано драмгурток. 1924 р. створено товариство спільного обробітку землі (ТСОЗ) «Шлях», його заснували Карпо та Григорій Грицаї, Кузьма Король, Данило Коломієць. Того ж року артіль придбала трактор. Першим трактористом був Євген Коваленко.
У 1920-х роках Любарці входили до Рогозівського району Київської округи УРСР.
З кінця 20-х років розпочалася колективізація. У Любарцях 1930 року було утворено 4 колгоспи — «12-річчя Жовтня», «Імені Другої п'ятирічки», «Червона Зірка» та «Імені Д. З. Мануїльського». Дотепер любаряни так називають частини села. Значного удару завдав голодомор 1932—1933 років. За офіційними даними, від голоду померли 86 мешканців села. Однак реальна кількість загиблих є значно більшою і може сягати 500—800.

### Друга світова війна
Чорною сторінкою в житті села стала Німецько-радянська війна. Нацистська окупація почалася 21 вересня 1941 року. За час окупації було закатовано 13 чоловік, вивезено до Німеччини 28, спалено 116 хат. На фронтах загинуло 435 любарян та тарасівчан. У братських могилах на території сільської ради поховано 113 воїнів. У останні дні окупації були спалені приміщення школи та багато хат. Окупація закінчилася 21 вересня 1943 року. Цей день при комуністах відзначався як День села.

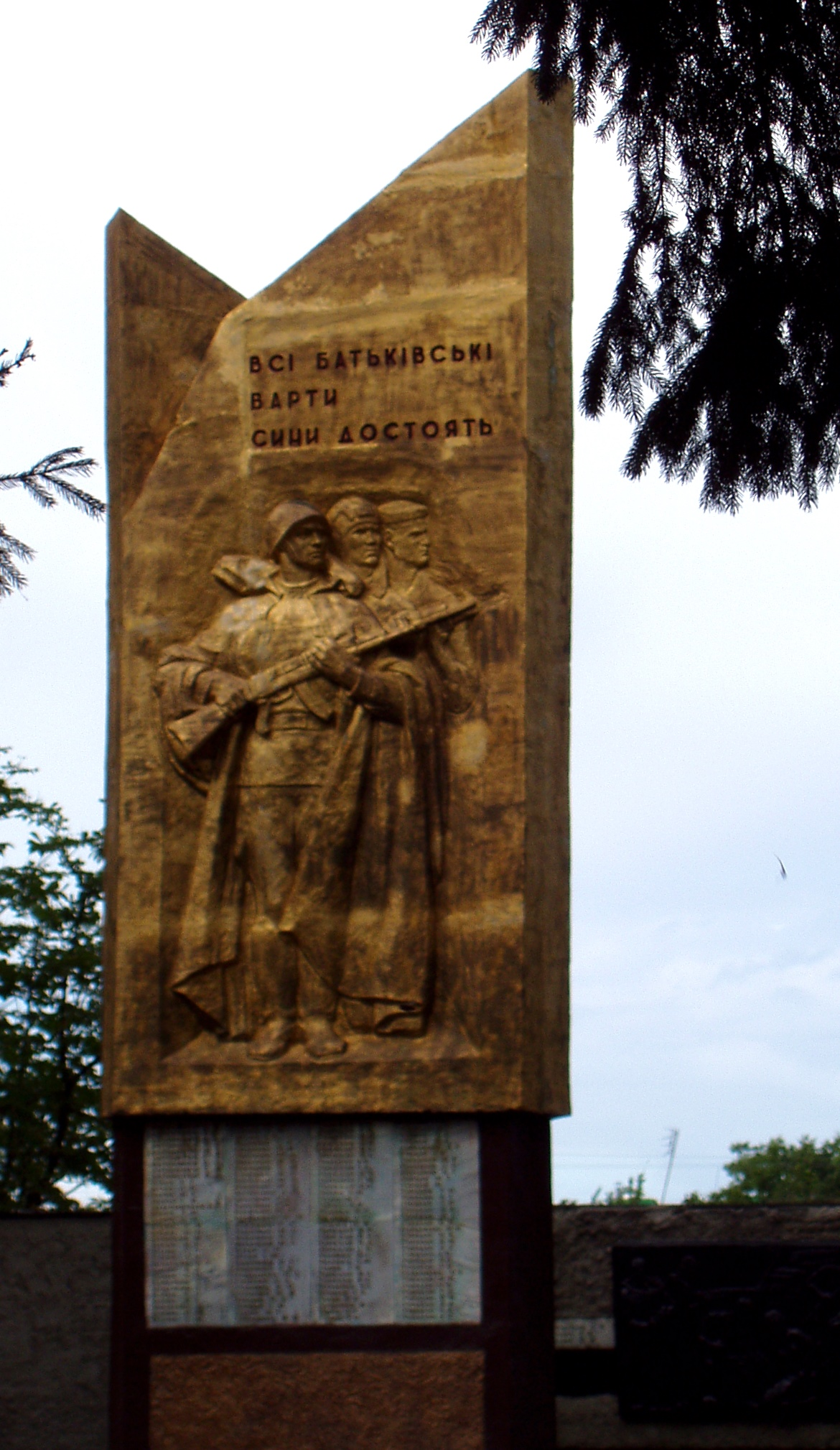
Пам'ятник воїнам-односельцям, які загинули в роки Другої світової війни
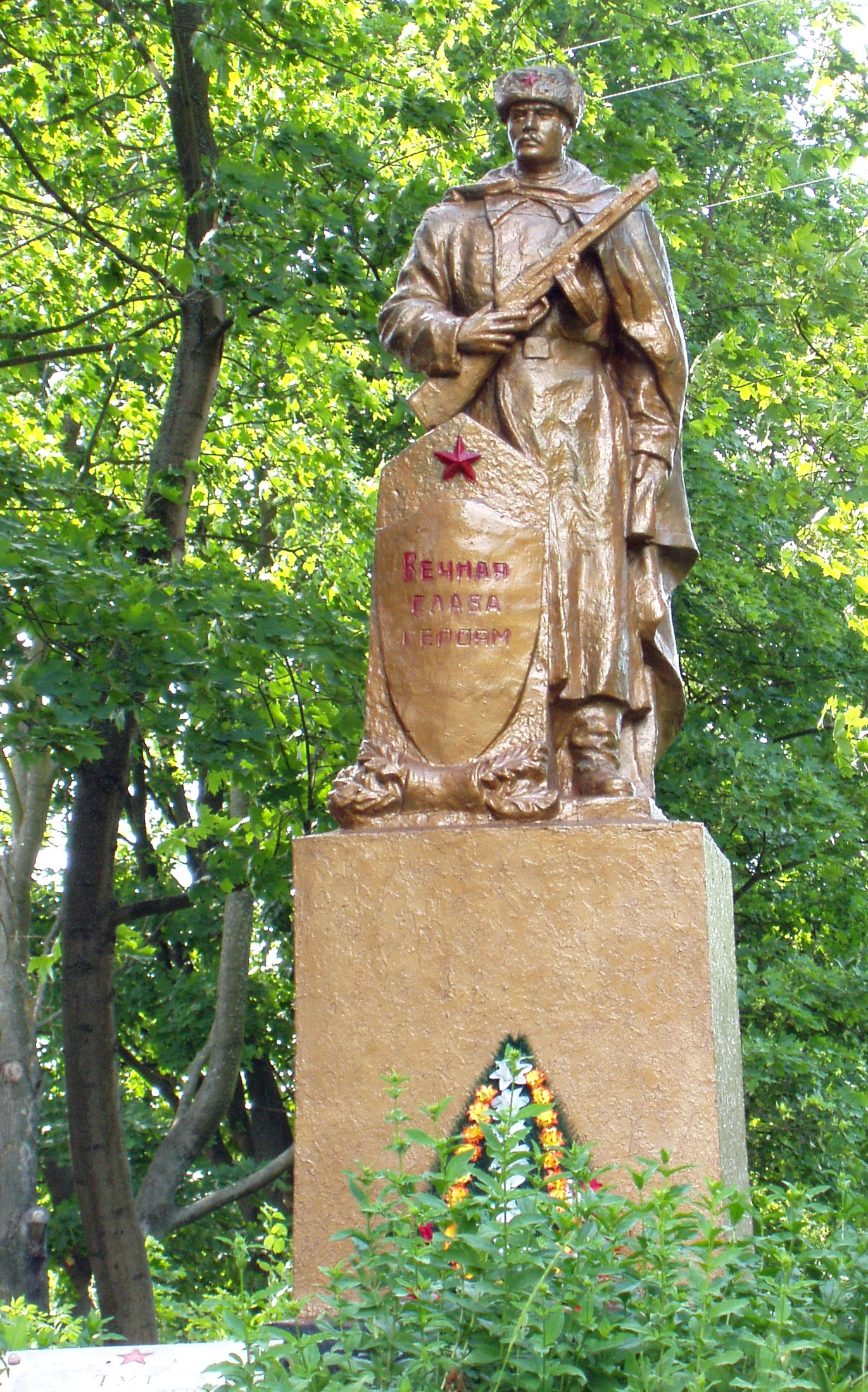
Братська могила воїнів РСЧА, які загинули в роки Другої світової війни

### Від 1943 до сучасності
По закінченні окупації розпочалася відбудова та перехід до мирного життя. Вже навесні 1944 року комсомольська організація колгоспу імені 12-річчя Жовтня на чолі з секретарем Оленою Гопкало виступила ініціатором відродження руху українських буряківниць-п'ятисотенниць
Станом на 1 січня 1945 р. у селі 3 крупорушки, 2 вітряки, олійниця. Восени 1950 р. колгоспи були об'єднані в одну артіль «Шлях до комунізму». На її базі в 1963 році виник радгосп «Любарецький» молочно-овочевого напрямку.

### Сучасність

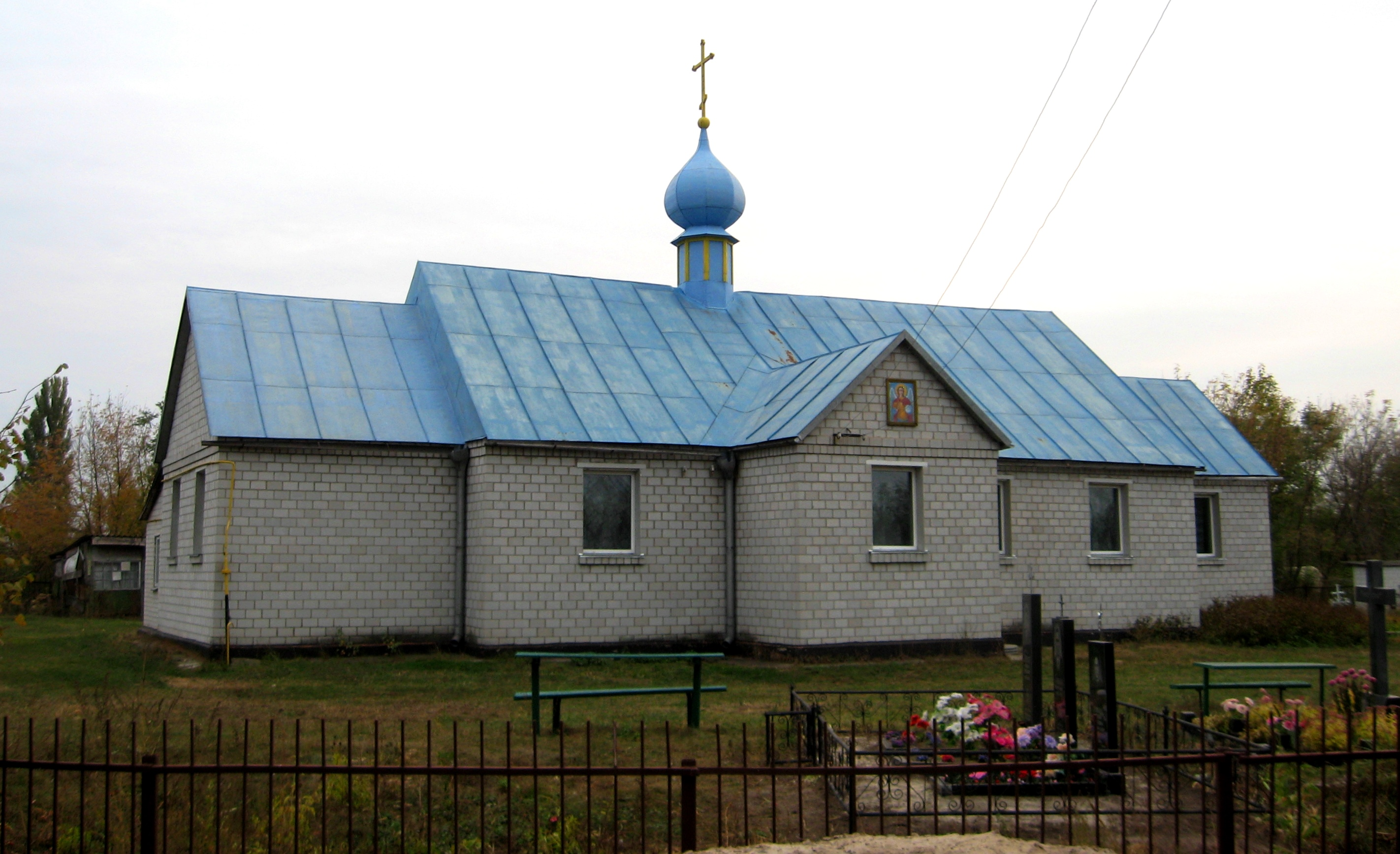
Церква в селі Любарці

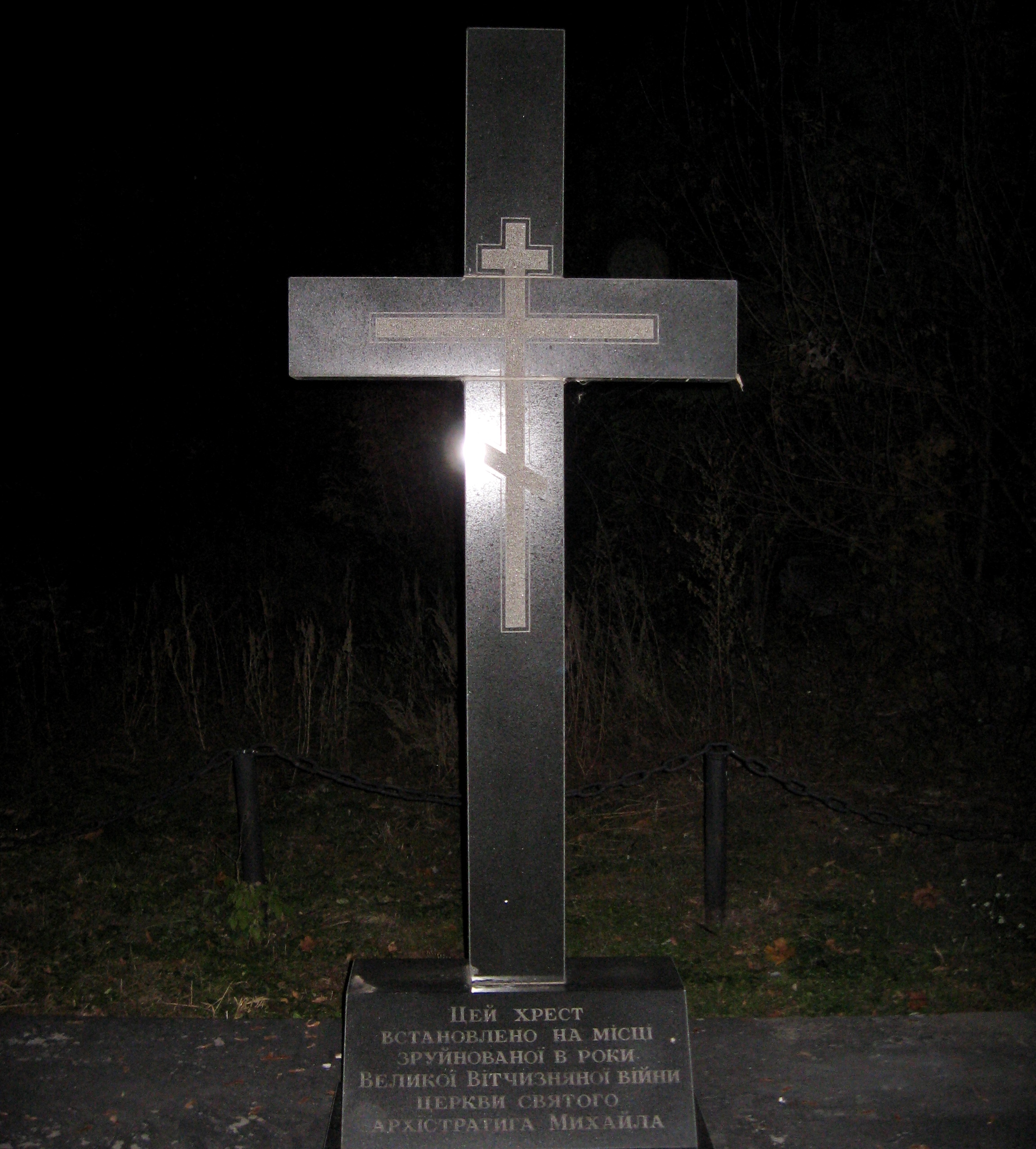
Хрест в селі Любарці

1 грудня 1991 року мешканці Любарець абсолютною більшістю підтримали Акт проголошення незалежності України. У 1997 радгосп був реорганізований у сільськогосподарський кооператив (нині — СТОВ «Любарецьке»). Зараз у селі діють Михайлівська церква, Будинок культури, ліцей, дитсадок «Сонечко», лікарня. Більшість вулиць села освітлюються у темний час доби.

### Влада
У Любарцях до 2020 року діяла сільська рада, якій підпорядковане було також село Тарасівка. Кількісний склад ради з 2015 року — 14 депутатів, що обиралися за мажоритарною системою відносної більшості. З осені 2020 року село входить до складу Бориспільської міської громади (орган місцевого самоврядування — Бориспільська міська рада)
Головами сільської ради з часу відновлення незалежності України були:
- 1992—2010 (з перервами) Донець Юрій Іванович (переобраний на чергових виборах 31 березня 2002 та повторних 11 червня 2006);
- жовтень 2010 — квітень 2016: Коломієць Микола Іванович (обраний на чергових виборах 31 жовтня 2010 та переобраний 25 жовтня 2015);
- квітень — грудень 2016: Гопкало Ольга Григорівна (в.о.);
- грудень 2016 — листопад 2020: Сидоренко Володимир Васильович (обраний на позачергових виборах 4 грудня 2016 року);

## Демографія

### Чисельність населення
У зміні чисельності населення Любарець простежуються дві тенденції: швидке зростання до початку XX століття, та зменшення у ХХ столітті. До причин зменшення чисельності можна віднести:
- Виїзд жителів до Сибіру через безземелля
- Події воєн 1914—1921 років
- Голодомори
- Німецько-радянська війна
- Репресії
- Зниження народжуваності
- Виїзд жителів до міста

У ХХІ столітті населення поступово зростає за рахунок міграції. За оцінкою 2013 року, населення Любарець разом з с. Тарасівкою становить 3006 осіб, з них зареєстрованих на території сільської ради — 2572 особи. Природний приріст залишається від'ємним — за 2013 рік зареєстровано 12 народжень та 43 смерті.
| Рік  | Дворів | Жителів  |
| 1787 |        | 891      |
| 1859 | 219    | 2545     |
| 1885 | 558    | 3247     |
| 1926 | 1190   | 5363     |
| 1947 | 1103   |          |
| 1967 | 1212   | 4059     |
| 1994 | 1700   | 2495     |
| 2007 | 1297   | 2160     |
| 2015 |        | бл. 3000 |
| ---- | ------ | -------- |

### Мова
Розподіл населення за рідною мовою за даними перепису 2001 року:
| Мова       | Кількість | Відсоток |
| ---------- | --------- | -------- |
| українська | 2077      | 98.06%   |
| російська  | 41        | 1.94%    |
| Усього     | 2118      | 100%     |

## Освіта
- 1870 р. було відкрито церковно-приходську школу.
- 1886 р. у селі почала діяти земська школа.
- 1918 р. за ініціативою вчителя А. І. Гопкала створено трудову семирічну школу. Учителями в ній працювали М. К. Зеров — відомий поет, А. М. Гопкало, І. П. Білик, К. З. Тихонович.
- 1934 р. семирічку реорганізовано у середню школу (10-річку).
- 1963 р. збудовано нову школу із спортивною залою і бібліотекою.

1929—1937 рр. директором був І. С. Коваленко. У післявоєнний час у школі працює династія Засенків. Фронтовик А. П. Засенко працював учителем укр. мови та літератури, завучем школи, з 1958 р. справу батька продовжив син В. А. Засенко, спершу як вчитель, а потім директор школи (1973–1999), відмінник народної освіти України, нагороджений медаллю Макаренка. Його рідний брат Л. А. Засенко — вчитель географії. З 1999 р. педколектив очолив син Валерія Андрійовича — Ігор Валерійович Засенко. У школі тривалий час працювала учителем укр. мови і літератури талановитий педагог, заслужений учитель УРСР О. І. Грибок.

## Відомі люди
- У 1948 році село відвідали Остап Вишня, Максим Рильський, Андрій Малишко.[10]
- Луценко Віктор Васильович — художник, поет та композитор.[11]
- Коломієць Віталій Гнатович (13. 03. 1937) — перекладач. Член Національної спілки письменників України НСПУ (2003).